# 32.ª División de Granaderos SS «30 de Enero»
La 32.ª División de Granaderos SS «30 de Enero» (en alemán, 32. SS-Freiwilligen-Grenadier-Division „30 Januar“) fue una División alemana de las Waffen-SS que combatió en los últimos meses de la Segunda Guerra Mundial. Estaba formada por una variopinta tipología de tropas, algunas procedentes de las escuelas de las SS, oficiales profesionales, etc.

## Historial
La división recibió su nombre en conmemoración de la fecha en la que Adolf Hitler se convirtió en Canciller de Alemania, en 1933. La división fue organizada precipitadamente a comienzos de 1945, y fue enviada a luchar al Frente oriental igual de apresuradamente debido a la intensidad de la ofensiva soviética que se dirigía a Berlín, como objetivo definitivo.
A finales de enero, varias compañías ya estaban listas para entrar en combate, llegando al frente antes de finalizar el mes de enero; Por aquel entonces, su fuerza era de unos 12.000 efectivos. Así pues, y encuadrada en el V Cuerpo de Montaña SS, fue enviada a combatir a la zona del río Oder. Durante todo el mes de febrero, la división luchó por mantener la línea defensiva del Oder, al precio de un alto número de bajas. Sin embargo, para el mes de marzo las bajas de la división hicieron que dejase de ser una fuerza de combate efectiva, y esta comenzó una lenta pero imparable retirada hacia el río Elba, con el comienzo de la última ofensiva soviética. A comienzos de mayo, los restos de la división cruzaron dicho río y se rindieron a las tropas estadounidenses.

## Estructura

### Comandantes
- SS-Standartenführer Johannes-Rudolf Mühlenkamp (30 de enero - 5 de febrero de 1945)
- SS-Standartenführer, Joachim Richter (5 - 17 de febrero de 1945)
- SS-Oberführer, Adolf Ax[3][4][5] (17 de febrero - 15 de marzo de 1945)
- SS-Standartenführer, Hans Kempin (15 de marzo - 8 de mayo de 1945)

### Orden de batalla
En febrero-marzo de 1945 este fue el orden de batalla de la División:
- SS-Freiwilligen-Grenadier-Regiment 86 Schill
- SS-Freiwilligen-Grenadier-Regiment 87 Kurmark
- SS-Freiwilligen-Grenadier-Regiment 88
- SS-Freiwilligen-Artillerie-Regiment 32
  - SS-Panzerjäger-Abteilung 32
  - SS-Füsilier-Bataillon 32
  - SS-Flak-Abteilung 32
  - SS-Pionier-Bataillon 32
  - SS-Nachrichten-Abteilung 32
  - SS-Feldersatz-Bataillon 32.